# Äggröran 4
Äggröran 4 är den fjärde skivan i en serie av samlingsskivor med mestadels svenska punkband. Skivorna släpps av Ägg Tapes & Records.

## Låtar
1. Ölhävers - Jag vill va full
2. The Kristet Utseende - Guld
3. GBG Punx - Glappkäft
4. Skäms - Night Cruisers
5. Rasta Knast - Ronka med rapport
6. Drekkameratene - Drekka til jeg spyr
7. SBD - Vi går dit kuken pekar
8. Mähälium - Soldier Blue
9. Lartin Muther - Pissefull
10. Ebenholtz - Min framtid
11. Hellmoppers - Kuken
12. Bison - Wrestling
13. Samhällets botten - Villa, vovve, Volvo
14. Veckans klubba - Doktorns kur
15. Sten & Stalin - Ölhävararmen
16. Vrävarna - Håmåkåt
17. LOK - Passa dig
18. Scamp - Villa, bil och motorväg
19. Bäddsoffan brinner - Bra, bättre, bäddsoffan
20. The Kristet Utseende - Alien brännvin
21. Rövsvett - En god affär
22. Rudimentär - Hycklare
23. Bajsbojs - Bajsbojs
24. Mörder - Lies
25. Glanzig - Bullet
26. Blank Sight - Extreme Hate
27. Highschool Hellcats - Andy McCoy
28. Smooth and Greedy - Garage Girl
29. Double Action Policemen - Whisky
30. Anguish - Mr Flink
31. Sex Sex Sex - Mad Mad Mad
32. Endron - Shoot Me